# Шемовець-Бреський
Шемовець-Бреський (хорв. Šemovec Breški) — населений пункт у Хорватії, в Загребській жупанії у складі міста Іванич-Град.

## Населення
Населення за даними перепису 2011 року становило 85 осіб.
Динаміка чисельності населення поселення:

## Клімат
Середня річна температура становить 10,95 °C, середня максимальна – 25,58 °C, а середня мінімальна – -6,19 °C. Середня річна кількість опадів – 855 мм.
| Клімат поселення                              | Клімат поселення | Клімат поселення | Клімат поселення | Клімат поселення | Клімат поселення | Клімат поселення | Клімат поселення | Клімат поселення | Клімат поселення | Клімат поселення | Клімат поселення | Клімат поселення | Клімат поселення |
| Показник                                      | Січ.             | Лют.             | Бер.             | Квіт.            | Трав.            | Черв.            | Лип.             | Серп.            | Вер.             | Жовт.            | Лист.            | Груд.            |                  |
| Середній максимум, °C                         | 6,29             | 8,46             | 13,04            | 17,53            | 22,69            | 25,58            | 24,79            | 24,06            | 20,16            | 15,10            | 9,39             | 5,30             |                  |
| Середня температура, °C                       | 0,04             | 2,24             | 6,80             | 11,30            | 16,46            | 19,34            | 20,86            | 20,15            | 16,23            | 11,18            | 5,48             | 1,37             |                  |
| Середній мінімум, °C                          | −6,19            | −3,99            | 0,56             | 5,07             | 10,21            | 13,11            | 16,95            | 16,21            | 12,30            | 7,25             | 1,54             | −2,56            |                  |
| Норма опадів, мм                              | 50               | 48               | 56               | 66               | 77               | 90               | 78               | 81               | 79               | 81               | 85               | 64               |                  |
| Середньомісячна швидкість вітру, м/с          | 1.90             | 2.10             | 2.50             | 2.40             | 2.20             | 2.00             | 2.00             | 1.80             | 1.80             | 1.90             | 1.91             | 1.90             |                  |
| Середньомісячна сонячна радіація, кДж/м²·день | 4168             | 6927             | 10628            | 15147            | 19319            | 21370            | 22243            | 19477            | 14309            | 8808             | 4606             | 3381             |                  |
| --------------------------------------------- | ---------------- | ---------------- | ---------------- | ---------------- | ---------------- | ---------------- | ---------------- | ---------------- | ---------------- | ---------------- | ---------------- | ---------------- | ---------------- |
| Джерело:                                      |                  |                  |                  |                  |                  |                  |                  |                  |                  |                  |                  |                  |                  |